# Daniela Dworniak
Daniela Wiesława Dworniak (zm. 11 lipca 2022) – polska specjalistka w zakresie chorób zakaźnych, prof. dr hab. n. med.

## Życiorys
W 1992 habilitowała się na podstawie pracy zatytułowanej  Zburzenia immunologiczne u nosicieli antygenu HBs i próba ich regulacji za pomocą preparatu TFX. 16 sierpnia 1999 uzyskała tytuł profesora nauk medycznych. Została zatrudniona na stanowisku profesora zwyczajnego i kierownika w II Katedrze Chorób Zakaźnych i Mikrobiologii Uniwersytetu Medycznego w Łodzi.
Pochowana na cmentarzu w Łodzi – Łagiewnikach.